# Fokstuhøe
Der Fokstuhøe (auch Fokstuguhøe oder Fokstuguhøi) ist ein 1716 moh. hoher Berg in Norwegen. Er stellt den höchsten Berg im Dovre-Nationalpark dar, liegt in der Provinz Innlandet und gehört zur Gemeinde Dovre. Die Schartenhöhe des Berges beträgt 605 m. Die Dominanz zum nächsthöheren Berg, zum Westrücken des Stygghøin, beträgt 19,7 km.